# Castell de Bisqueytan
El castell de Bisqueytan és un castell francès que ocupa un indret protegit dins d'una vall, sobre una punta rocosa de l'altiplà calcari que domina el rierol de Bisqueytan que flueix als seus peus.
El Castell és una fortalesa medieval testificada pels texts des del mitjà del 12è segle. En aquella època existia una torre massiva envoltada de dependències i d'una capella, conjunt que formava el lloc de residència d'una rica família, els Lamothe.
L'indret va ser llavors reocupat i va ser arreglat pels diferents llinatges senyorials que es van succeir a Bisqueytan. Entre els més il·lustres, ell hi tingut Arnaud Cailau (1313), Alcalde de Bordeus, Jean de Pontac, President del Parlament de Bordeus i fundador del domini de l'Haut-Biron, el filòsof Montesquieu i els Piis.
De la fortalesa primitiva no es coneixia, fins a una fa poc, més que la capella que s'aixeca encara avui en dia al recinte del castell actual. Ara bé, últimament, treballs d'excavacions, sobre una plataforma de terra tancada a les cortines del lloc, han revelat les bases d'una torrassa romança de la qual el constructor en fou probablement el duc d'Aquitaine.
No només, els texts de l'Edat Mitjana citen aquesta torrassa moltes vegades i ensenyen que va ser ocupat sense interrompre del S. XII al S. XVI, que va ser presa d'un assalt el 1313 i que abans de les guerres de Religió, va ser aparentment desmantellat en benefici d'una casa senyorial més còmoda.
Avui, les muralles del castell subsisteixen encara, però assenyalem que el castell de Bisqueytan és una propietat privada no oberta al públic.